# Stary Las (Opole)
Pour les articles homonymes, voir Stary Las.
Stary Las est une localité polonaise de la gmina de Głuchołazy, située dans le powiat de Nysa en voïvodie d'Opole.